# Campeonato Marfinense de Futebol
O Campeonato Marfinense de Futebol, oficialmente conhecido como MTN Ligue 1, é a divisão principal do futebol nacional da Costa do Marfim.

## Temporada de 2012
Grupo A
| Clube                    | Cidade       |
| ------------------------ | ------------ |
| Africa Sports National   | Abidjan      |
| AS Indenié Abengourou    | Abengourou   |
| EFYM                     | Abidjan      |
| Issia Wazi               | Issia        |
| Séwé Sports de San Pedro | San Pédro    |
| Stella Club d'Adjamé     | Abidjan      |
| USC Bassam               | Grand-Bassam |

Grupo B
| Clube                          | Cidade       |
| ------------------------------ | ------------ |
| Academie de Foot Amadou Diallo | Djékanou     |
| ASC Ouragahio                  | Ouragahio    |
| ASEC Mimosas                   | Abidjan      |
| Denguelé Sports d'Odienné      | Odienné      |
| ES Bingerville                 | Bingerville  |
| Jeunesse Club d'Abidjan        | Abidjan      |
| Société Omnisports de l'Armée  | Yamoussoukro |

## Temporada de 2018-19
| Clube                      | Cidade       | Classificação 2018-19                                          | #                           |
| -------------------------- | ------------ | -------------------------------------------------------------- | --------------------------- |
| Africa Aports              | Abidjan      | (6°)                                                           |                             |
| ASEC Mimosas               | Abidjan      | (3°)                                                           |                             |
| Amadou Diallo              | Abidjan      | (10°)                                                          |                             |
| Abengourou                 | Abengourou   | (8°)                                                           |                             |
| Racing (2°ligue 2 2017-18) | Abidjan      | (4°)                                                           |                             |
| Gagnoa                     | Gagnoa       | (11°)                                                          |                             |
| Tanda                      | Tanda        | (9°)                                                           |                             |
| Bassam                     | Abidjan      | (12°)                                                          |                             |
| Bouaké                     | Bouaké       | (5°)                                                           |                             |
| LYS FC (1°ligue 2 2017-18) | Sassandra    | (13°) (Rebaixado a Ligue 2 2019-20)                            |                             |
| SO de I'Armée              | Yamoussoukro | (1°) classificado a (Liga dos Campeões da CAF de 2019-20)      |                             |
| San-Pédro                  | San Pedro    | (2°) classificado a (Copa das Confederações da CAF de 2019-20) | Campeão Copa Marfinese 2019 |
| Mossou                     | Bassam       | (14°)(Rebaixado a Ligue 2 2019-20)                             |                             |
| Williamsville              | Abidjan      | (7°)                                                           |                             |

## Campeões
| Ano         | Campeão         | Vice            |             |             |             |
| Década 1960 | Década 1960     | Década 1960     | Década 1960 | Década 1960 | Década 1960 |
| ----------- | --------------- | --------------- | ----------- | ----------- | ----------- |
| 1960        | Onze Frères     |                 |             |             |             |
| 1961        | Onze Frères     |                 |             |             |             |
| 1962        | Stade d'Abidjan |                 |             |             |             |
| 1963        | Mimosas         |                 |             |             |             |
| 1964        | Stade d'Abidjan | Unisport        |             |             |             |
| 1965        | Stade d'Abidjan | USFRAN Bouaké   |             |             |             |
| 1966        | Stade d'Abidjan |                 |             |             |             |
| 1967        | Africa Sports   |                 |             |             |             |
| 1968        | Africa Sports   |                 |             |             |             |
| 1969        | Stade d'Abidjan |                 |             |             |             |
| Década 1970 |                 |                 |             |             |             |
| 1970        | Mimosas         |                 |             |             |             |
| 1971        | Africa Sports   |                 |             |             |             |
| 1972        | Mimosas         |                 |             |             |             |
| 1973        | Mimosas         |                 |             |             |             |
| 1974        | Mimosas         |                 |             |             |             |
| 1975        | Mimosas         |                 |             |             |             |
| 1976        | Gagnoa          | Alliance Bouaké |             |             |             |
| 1977        | Africa Sports   |                 |             |             |             |
| 1978        | Africa Sports   |                 |             |             |             |
| 1979        | Stella          |                 |             |             |             |
| Década 1980 |                 |                 |             |             |             |
| 1980        | Mimosas         |                 |             |             |             |
| 1981        | Stella          | Bassam          |             |             |             |
| 1982        | Africa Sports   |                 |             |             |             |
| 1983        | Africa Sports   |                 |             |             |             |
| 1984        | Stella          | Stade d'Abidjan |             |             |             |
| 1985        | Africa Sports   |                 |             |             |             |
| 1986        | Africa Sports   |                 |             |             |             |
| 1987        | Africa Sports   |                 |             |             |             |
| 1988        | Africa Sports   |                 |             |             |             |
| 1989        | Africa Sports   |                 |             |             |             |
| Década 1990 |                 |                 |             |             |             |
| 1990        | Mimosas         |                 |             |             |             |
| 1991        | Mimosas         | Africa Sports   |             |             |             |
| 1992        | Mimosas         |                 |             |             |             |
| 1993        | Mimosas         | Africa Sports   |             |             |             |
| 1994        | Mimosas         | Africa Sports   |             |             |             |
| 1995        | Mimosas         | SO de l'Armée   |             |             |             |
| 1996        | Africa Sports   |                 |             |             |             |
| 1997        | Mimosas         | SO de l'Armée   |             |             |             |
| 1998        | Mimosas         | Man             |             |             |             |
| 1999        | Africa Sports   | Mimosas         |             |             |             |
| Década 2000 |                 |                 |             |             |             |
| 2000        | Mimosas         | Sabé            |             |             |             |
| 2001        | Mimosas         | Satellite       |             |             |             |
| 2002        | Mimosas         | Jeunesse        |             |             |             |
| 2003        | Mimosas         | Africa Sports   |             |             |             |
| 2004        | Mimosas         | Africa Sports   |             |             |             |
| 2005        | Mimosas         | Africa Sports   |             |             |             |
| 2006        | Mimosas         | Séwé            |             |             |             |
| 2007        | Africa Sports   | Mimosas         |             |             |             |
| 2008        | Africa Sports   | Mimosas         |             |             |             |
| 2009        | Mimosas         | Africa Sports   |             |             |             |
| Década 2010 |                 |                 |             |             |             |
| 2010        | Mimosas         | Jeunesse        |             |             |             |
| 2011        | Africa Sports   | Amadou Diallo   |             |             |             |
| 2012        | Séwé            | Amadou Diallo   |             |             |             |
| 2012-13     | Séwé            | Mimosas         |             |             |             |
| 2013-14     | Séwé            | Gagnoa          |             |             |             |
| 2014-15     | Tanda           | Mimosas         |             |             |             |
| 2015-16     | Tanda           | Séwé            |             |             |             |
| 2016-17     | Mimosas         | Williamsville   |             |             |             |
| 2017-18     | Mimosas         | Gagnoa          |             |             |             |
| 2018-19     | SO de l'Armée   | San-Pédro       |             |             |             |
| Década 2020 |                 |                 |             |             |             |
| 2019-20     | Mimosas         | Gagnoa          |             |             |             |
| 2020-21     | Mimosas         | Gagnoa          |             |             |             |
| 2021-22     | Mimosas         | Gagnoa          |             |             |             |

## Titúlos por clube
| Clube           | Cidade       | Títulos |
| --------------- | ------------ | ------- |
| Mimosas         | Abidjan      | 26      |
| Africa Sports   | Abidjan      | 17      |
| Stade d'Abidjan | Abidjan      | 5       |
| Séwé            | San Pedro    | 3       |
| Stella          | Abidjan      | 3       |
| Tanda           | Tanda        | 2       |
| Onze Frères     | Grand-Bassam | 2       |
| Gagnoa          | Gagnoa       | 1       |
| SO de l'Armée   | Yamoussoukro | 1       |

## Participações na CAF
- Liga dos Campeões da CAF

| clube           | n° | ano |
| --------------- | -- | --- |
| Mimosas         | 29 | 1964, 1971, 1973, 1974, 1975, 1976, 1981, 1991, 1992, 1993, (1995), 1996, 1998, 1999, 2001, 2002, 2003, 2004, 2005, 2006, 2007, 2008, 2009, 2010, 2011, 2016, 2018, 2018-19, 2020-2021, 2021-2022, 2022-2023. |
| Africa Sports   | 21 | 1968, 1969, 1972, 1978, 1979, 1983, 1984, (1986), 1987, 1988, 1989, 1990, 1997, 2000, 2004, 2005, 2006, 2008, 2009, 2010, 2012.                                                                               |
| Séwé            | 5  | 2007, 2013, 2014, 2015, 2017. |
| Stade d'Abidjan | 3  | 1966, 1967, 1970. |
| Stella          | 3  | 1980, 1982, 1985. |
| Tanda           | 2  | 2016, 2017. |
| Amadou Diallo   | 2  | 2012, 2013. |
| Gagnoa          | 2  | 1977, 2018-19. |
| Jeunesse        | 1  | 2011. |
| Williamsville   | 1  | 2018. |
| SO de l'Armée   | 1  | 2019-20. |

- Copa da CAF

| clube           | n° | ano         |
| --------------- | -- | ----------- |
| Africa Sports   | 2  | 1995, 2001. |
| SO de l'Armée   | 2  | 1996, 1998. |
| Stade d'Abidjan | 2  | 1997, 2000. |
| Gagnoa          | 1  | 1992        |
| Stella          | 1  | 1993        |
| Man             | 1  | 1999        |
| Satéllite       | 1  | 2002        |
| Jeunesse        | 1  | 2003.       |

- em 1994 nenhum clube jogou nas competições da CAF.

## Artilheiros
| Ano  | Jogador             | Clube                | Gols |
| 1992 | Abdoulaye Traoré    | ASEC Mimosas         | 11   |
| 1993 | Ahmed Ouattara      | Africa Sports        | 13   |
| 1994 | Abdoulaye Traoré    | ASEC Mimosas         | 9    |
| 1995 | John Zaki           | ASEC Mimosas         | 9    |
| 1996 | Ibé Johnson         | Africa Sports        | 15   |
| 1997 | Tchiressoua Guel    | ASEC Mimosas         | 10   |
| 1998 | Elo Lokpo           | SO Armée             | 12   |
| 1999 | Aruna Dindane       | ASEC Mimosas         | 13   |
| 2000 | Habib Tiéhi         | Stade d'Abidjan      | 10   |
| 2001 | Jean-Marc Benie     | Stella Club d'Adjamé | 20   |
| 2002 | Antonin Koutouan    | ASEC Mimosas         | 10   |
| 2003 |                     |                      |      |
| 2004 | Diaby Abdramane     | Sabé Sports de Bouna | 13   |
| 2005 | Seydou Doumbia      | AS Denguelé          | 15   |
| 2006 | Didier Konan Ya     | ASEC Mimosas         | 9    |
| 2007 | Lebry Ouraga        | ES Bingerville       | 16   |
| 2008 | Zoro Cyriac Gohi Bi | ASEC Mimosas         | 21   |
| 2009 |                     |                      |      |
| 2010 | Adama Bakayoko      | Sabé Sports de Bouna | 15   |

## Campeões Invictos
| Ano  | Equipe       | J  | V  | E | D | GM | GS | SG  | Pts. |
| ---- | ------------ | -- | -- | - | - | -- | -- | --- | ---- |
| 1991 | ASEC Mimosas | 30 | 27 | 3 | 0 | 80 | 9  | +71 | 57   |
| 1992 | ASEC Mimosas | 13 | 10 | 3 | 0 | 41 | 11 | +30 | 23   |
| 2004 | ASEC Mimosas | 26 | 21 | 5 | 0 | 60 | 7  | +53 | 68   |